# Tusk (nummer)
Tusk is een nummer van het gelijknamige dubbelalbum Tusk van Fleetwood Mac uit 1979. Op 19 september van dat jaar werd het nummer op single uitgebracht. Het is gebaseerd op een oefenarrangement dat de band gebruikte tijdens soundchecks. Stevie Nicks had moeite met dit nummer, maar ging na aandringen van Mick Fleetwood akkoord. De tekst schijnt door Buckingham al liggend gezongen te zijn.
De single werd live opgenomen in het Dodger Stadium (zonder publiek) in Los Angeles, Californië in samenwerking met de University of Southern California Trojan Marching Band. Het optreden werd ook gefilmd voor de videoclip bij het nummer. John McVie was tijdens de opnames in Tahiti en kon dus niet aanwezig zijn. Uit nood werd een kartonnen versie van hem door Mick Fleetwood gedragen en later tussen de andere bandleden geplaatst.
Het aantal muzikanten dat aan de single meewerkte was in die tijd uniek. Lindsey Buckingham, Stevie Nicks en Mick Fleetwood boden de Trojan Marching Band de platina plaat aan op 4 oktober 1980 tijdens een wedstrijd in het Dodger Stadium, ditmaal voor een gevulde tribune.

## Hitnoteringen
Tusk hield het in de VS vijftien weken vol in de Billboard Hot 100 met als hoogste notering de 8e positie. In het Verenigd Koninkrijk stond de plaat tien weken genoteerd, met als hoogste notering een 6e positie in de UK Singles Chart.
In Nederland was de plaat op donderdag 20 september 1979 TROS Paradeplaat op de befaamde donderdag op Hilversum 3 en werd een hit in de destijds drie hitlijsten op de nationale publieke popzender. De plaat bereikte de 8e positie in de TROS Top 50, de 9e positie in de Nederlandse Top 40 en de 10e positie in de Nationale Hitparade. In de Europese hitlijst op Hilversum 3, de TROS Europarade, werd de 20e positie bereikt.
In België bereikte de plaat de 19e positie in de Vlaamse Radio 2 Top 30 en de 26e positie in de voorloper van de Vlaamse Ultratop 50. In Wallonië eerd eveneens de 26e positie behaald.
Sinds de editie van december 2005, staat de plaat onafgebroken genoteerd in de jaarlijkse NPO Radio 2 Top 2000 van de Nederlandse publieke radiozender NPO Radio 2, met als hoogste notering een 397e positie in 2016.

### Nederlandse Top 40
| Positie: | 34 | 19 | 15 | 11 | 10 | 9 | 9 | 10 | 20 | 31 | 40 | uit |

### Nationale Hitparade
| Positie: | 15 | 15 | 10 | 11 | 11 | 13 | 23 | 28 | 44 | uit |

### TROS Top 50
TROS Paradeplaat Hilversum 3 op 20-09-1979.
Hitnotering: 27-09-1979 t/m 22-11-1979. Hoogste notering: #8 (1 week).

### TROS Europarade
Hitnotering: 11-11-1979 t/m 02-12-1979. Hoogste notering: #20 (1 week).

### Vlaamse Radio 2 Top 30
| Positie: | 23 | 19 | - | - | 24 | 21 | 26 | 25 | uit |

### Vlaamse Ultratop 50
| Positie: | 27 | 27 | 26 | 30 | 30 | 30 | 29 | 29 | uit |

### NPO Radio 2 Top 2000
| Nummer met noteringen in de NPO Radio 2 Top 2000 | '05 | '06 | '07 | '08  | '09 | '10 | '11 | '12 | '13 | '14 | '15 | '16 | '17 | '18 | '19 | '20 | '21 | '22 | '23 | '24 |
| ------------------------------------------------ | --- | --- | --- | ---- | --- | --- | --- | --- | --- | --- | --- | --- | --- | --- | --- | --- | --- | --- | --- | --- |
| Tusk                                             | 619 | 683 | 757 | 1029 | 432 | 440 | 492 | 626 | 422 | 447 | 452 | 397 | 467 | 558 | 557 | 491 | 577 | 413 | 553 | 655 |

1. ↑  Een vetgedrukt getal geeft de hoogste notering aan.
2. ↑  2005 was het eerste jaar met een notering voor dit nummer.